# Collaboratore pastorale
Il collaboratore pastorale è, nella Chiesa cattolica, un presbitero che coadiuva il parroco nella gestione delle attività della parrocchia.

## Competenze
Secondo la consuetudine il collaboratore pastorale viene nominato dal vescovo quando vi è necessità di un sacerdote che celebri le Sante Messe e che collabori nell'attività pastorale nel caso in cui a un parroco vengano affidate più di una parrocchia. Oltre che per un gruppo di parrocchie il collaboratore pastorale può essere nominato anche per un decanato (o una forania). Non è da confondersi con il vicario parrocchiale (viceparroco) in quanto il collaboratore pastorale non assume i compiti di gestione canonica e amministrativa di una parrocchia ma solo pastorale. Nella maggior parte dei casi vengono nominati collaboratori pastorali dei presbiteri già anziani, in attesa di nomina o con altri incarichi che non permetterebbero una cura pastorale a tempo pieno.